# Place des Vins-de-France
La place des Vins-de-France est une voie située dans le quartier de Bercy du 12e arrondissement de Paris.

## Situation et accès
La place des Vins-de-France est desservie par la ligne 14 à la station Cour Saint-Émilion.

## Origine du nom
La place doit son nom à sa localisation sur le site des anciens entrepôts de Bercy.

## Historique
Il s'agit d'une ancienne voie, portant le nom de « voie BR/12 », aménagée lors de la restructuration de la ZAC de Bercy à la fin des années 1980.

## Bâtiments remarquables et lieux de mémoire
- La place se situe en bordure de Bercy Village.
- Un certain nombre d'institutions publiques ont leur siège autour de la place telles que la direction des Ressources humaines des ministères de Bercy, la Délégation interministérielle à l'intelligence économique (D2IE), le Conseil national du numérique ou encore l'APIE (Agence du patrimoine immatériel de l'État) qui sont situés au 5, dans l'immeuble Atrium[1].

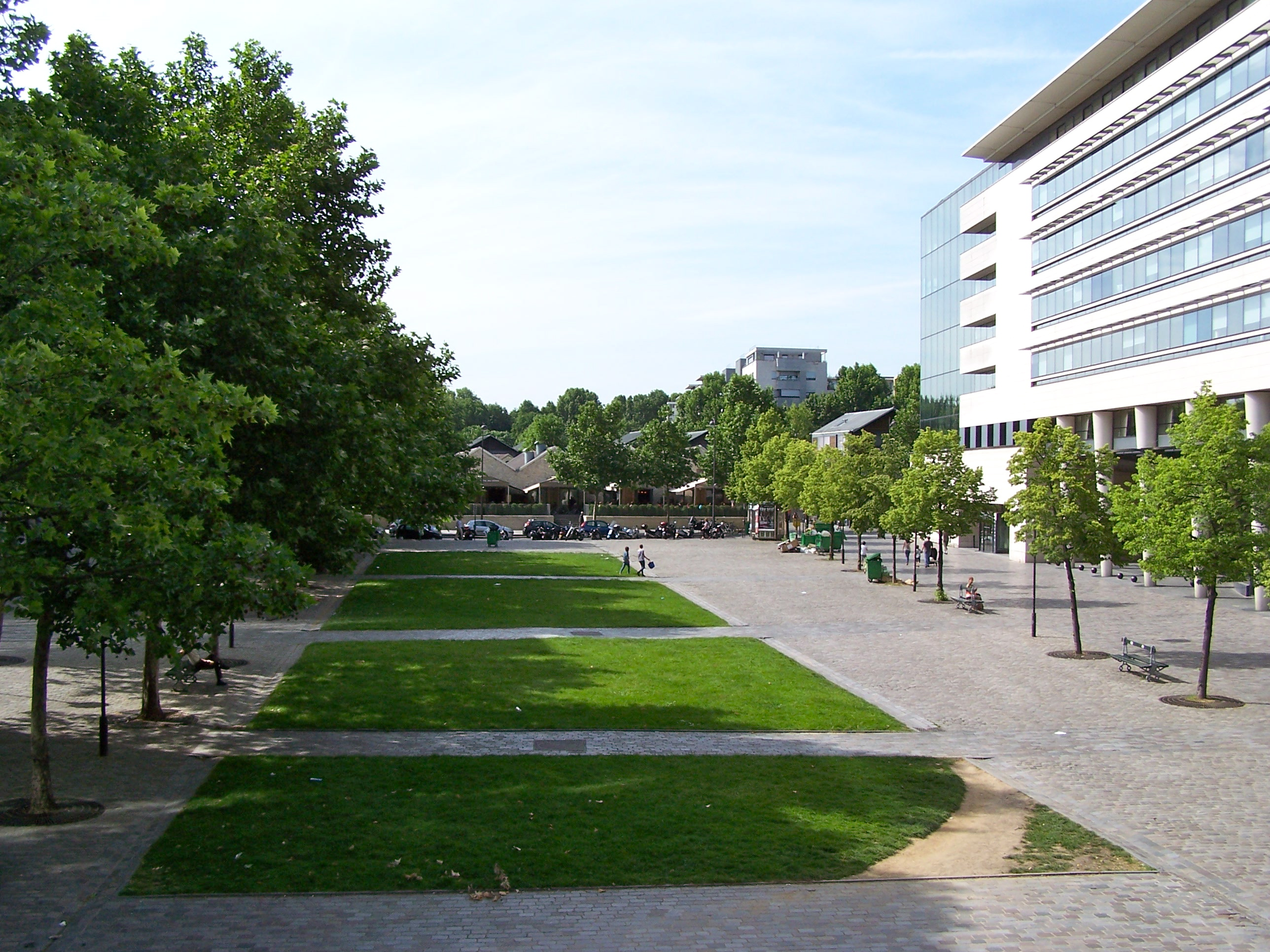
La place vue en direction de Bercy Village, dans le fond.